# 李光富
李 光富（り こうふ、1955年8月 - ）は、中華人民共和国の道士。湖北省鄖県出身。中国道教協会会長。第11期中国人民政治協商会議全国委員会委員。第13期中国人民政治協商会議全国委員会常務委員会委員。中国人民政治協商会議全国委員会民族和宗教委員会副主任。

## 経歴
1955年8月、李光富は武当山下で漢水の浜の鄖県古城郊外の一世帯の代々耕す農家に生まれた。1974年1月、鄖県黄柿郷周莊村林業指導員に就任。1984年6月、武当山にて出家得度。1987年8月、武当山道教協会副会長に就任。2002年8月、武当山道教協会会長に昇格。2004年1月、丹江口市政協副主席に就任。翌年1月、十堰市政協副主席に就任。2008年9月、武当山道教学院院長に任命。2010年6月、中国道教協会副会長に就任。2015年6月、中国道教協会第10次全国代表会議で会長に選出される。